# برثولماوس

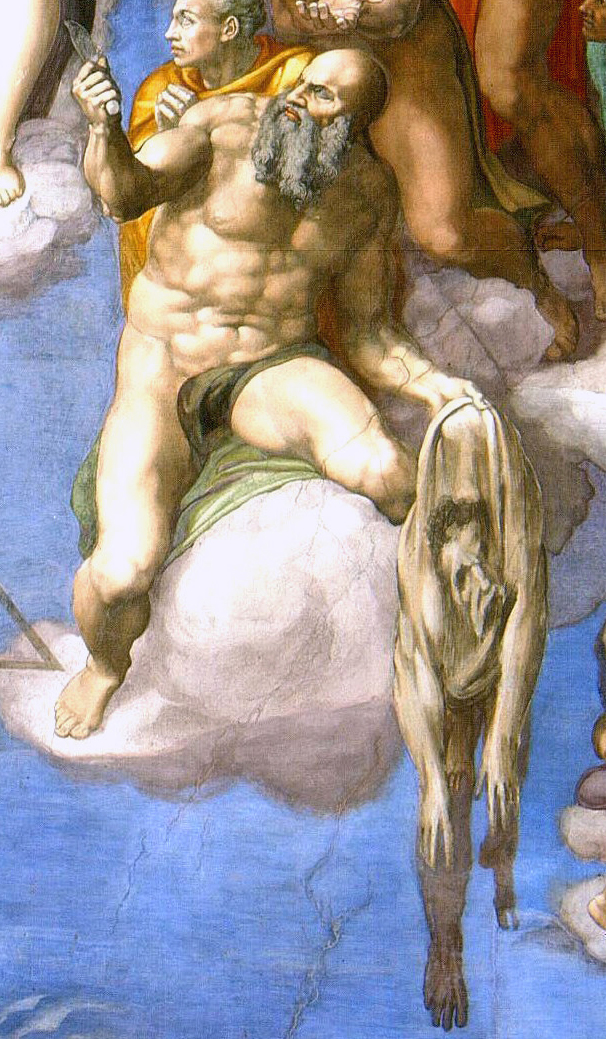
برثلماوس يحمل سكينه بيد وجلده المسلوخ باليد الأخرى، لوحة الرسام الإيطالي مايكل أنجلو - الدينونة الأخيرة

بَرثُولَماوُس أو برثُلماوُس (بالآرامية: ܒܪ ܬܘܠܡܝ، بالإغريقية: Βαρθολομαῖος، بالعبرية: בר-תולמי، بالأرمنية: Բարթողիմէոս، بالقبطية: ⲃⲁⲣⲑⲟⲗⲟⲙⲉⲟⲥ)، هو واحد من رسل المسيح الإثني عشر، واسمه برثولماوس هو اللفظ اليوناني لإسمه الآرامي الأصل «ܒܪܬܠܡܝ بَرْتَلْماي» أي ابن تلمايَ. وبشكل عام يفترض أن اسمه الثاني هو نثنائيل والذي ذُكر في عدة مواقع من العهد الجديد، وفي الأناجيل الإزائية – متى. مرقس. لوقا – يذكر اسما الرسولين فيلبس وبرثولماوس معا دائما، بينما لا يذكر اسما فيلبس ونثنائيل أبدا. ولكن في إنجيل يوحنا يذكر اسمهما فيلبس ونثنائيل ولا يذكر شيئا عن برثولماوس. وقد يكون اسمه الأول نثنائيل واسم والده ثولماي فدعي ابن ثولماي أي برثولماوس.
في إنجيل يوحنا  يقدم نثنائيل على أنه صديق لفيلبس، وقد كان من جملة اليهود المتوقعين ظهور المسيا في وقت قريب على الأغلب لتحريرهم من عبودية الرومان، «فِي الْغَدِ أَرَادَ يَسُوعُ أَنْ يَخْرُجَ إِلَى الْجَلِيلِ، فَوَجَدَ فِيلُبُّسَ فَقَالَ لَهُ: «اتْبَعْنِي».* وَكَانَ فِيلُبُّسُ مِنْ بَيْتِ صَيْدَا، مِنْ مَدِينَةِ أَنْدَرَاوُسَ وَبُطْرُسَ.* فِيلُبُّسُ وَجَدَ نَثَنَائِيلَ وَقَالَ لَهُ: «وَجَدْنَا الَّذِي كَتَبَ عَنْهُ مُوسَى فِي النَّامُوسِ وَالأَنْبِيَاءُ يَسُوعَ ابْنَ يُوسُفَ الَّذِي مِنَ النَّاصِرَةِ».* فَقَالَ لَهُ نَثَنَائِيلُ: «أَمِنَ النَّاصِرَةِ يُمْكِنُ أَنْ يَكُونَ شَيْءٌ صَالِحٌ؟» قَالَ لَهُ فِيلُبُّسُ: «تَعَالَ وَانْظُرْ».* وَرَأَى يَسُوعُ نَثَنَائِيلَ مُقْبِلًا إِلَيْهِ، فَقَالَ عَنْهُ: «هُوَذَا إِسْرَائِيلِيٌّ حَقًّا لاَ غِشَّ فِيهِ».* قَالَ لَهُ نَثَنَائِيلُ: «مِنْ أَيْنَ تَعْرِفُنِي؟» أَجَابَ يَسُوعُ وَقَالَ لَهُ: «قَبْلَ أَنْ دَعَاكَ فِيلُبُّسُ وَأَنْتَ تَحْتَ التِّينَةِ، رَأَيْتُكَ».* أَجَابَ نَثَنَائِيلُ وَقَالَ لَهُ: «يَا مُعَلِّمُ، أَنْتَ ابْنُ اللهِ! أَنْتَ مَلِكُ إِسْرَائِيلَ!»* أَجَابَ يَسُوعُ وَقَالَ لَهُ: «هَلْ آمَنْتَ لأَنِّي قُلْتُ لَكَ إِنِّي رَأَيْتُكَ تَحْتَ التِّينَةِ؟ سَوْفَ تَرَى أَعْظَمَ مِنْ هذَا!»* وَقَالَ لَهُ: «الْحَقَّ الْحَقَّ أَقُولُ لَكُمْ: مِنَ الآنَ تَرَوْنَ السَّمَاءَ مَفْتُوحَةً، وَمَلاَئِكَةَ اللهِ يَصْعَدُونَ وَيَنْزِلُونَ عَلَى ابْنِ الإِنْسَانِ». (يوحنا: 43-51)»
بعض علماء العهد الجديد يعتقدون أن قول يسوع لنثنائيل «قَبْلَ أَنْ دَعَاكَ فِيلُبُّسُ وَأَنْتَ تَحْتَ التِّينَةِ، رَأَيْتُكَ» كان تعبيرا يهوديا يفيد بأنه كان يدرس التوراة. في نهاية إنجيل يوحنا  يذكر بأن هذا التلميذ كان من بين التلاميذ الذين التقوا يسوع على ضفة بحيرة طبرية بعد قيامته من الموت، وفي أعمال الرسل الفصل الأول  يظهر برثلماوس كأحد شهود صعود يسوع إلى السماء. بحسب التقليد السريانيفنإنالإسم الحقيقي لهذا الرسول كان يشوع – الاسم الآرامي ليسوع – مما اضطره إلى أن يتخذ له اسما آخر وهو نثنائيل أو برثولماوس.
بشر في بلاد اليمن وترك لهم نسخة من إنجيل متّى باللغة العبرية، وجدها العلامة بنتينوس عميد المدرسة اللاهوتية بالإسكندرية عندما ذهب إلى هناك حوالي سنة 180 م.
وقد روى يوسابيوس المؤرخ هذه الرواية لكن ذكر الهند بدلًا من بلاد اليمن. والأرجح أنها اليمن وليست الهند. ففي اليمن كانت توجد جالية يهودية كبيرة، وبطبيعة الحال لا نفع للهنود من كتاب مكتوب بالعبرية.
واستنادا إلى التراث الكنسي الأرمني فإن برثولماوس بشر برفقة زميله تداوس في بلاد أرمينيا في القرن الأول للميلاد ولذلك يدعوا الأرمن كنيستهم بالكنيسة الرسولية، ويعتبرون الرسولين برثولماوس وتداوس الشفيعان الرئيسيان للكنيسة الأرمنية الرسولية.
في الأعمال الفنية يصور برثولماوس وهو حامل سكين كبيرة، مثال على ذلك لوحة الرسام الإيطالي مايكل أنجلو «الدينونة الأخيرة» حيث يظهر فيها برثولماوس وهو يحمل سكينه بيد وفي اليد الأخرى يحمل جلده، فتقليد الكنيسة يقول بأنه قُتل في أرمينيا وقبل أن يُقتل سُلخ جلده وهو حي ثم صلب رأسا على عقب، وبسبب هذه القصة - أو الأسطورة - غدا برثولماوس شفيعا لدبّاغي الجلود. أُقيم على قبره دير القديس برثولماوس.
تحتفل الكنيسة الكاثوليكية والكنيسة الأنجليكانية/ الأسقفية بعيد القديس برثلماوس بتاريخ 24 أوغسطس/آب بينما يحتفل الأرثوذكس بعيده بتاريخ 11 يونيو/حزيران.

## معرض صور

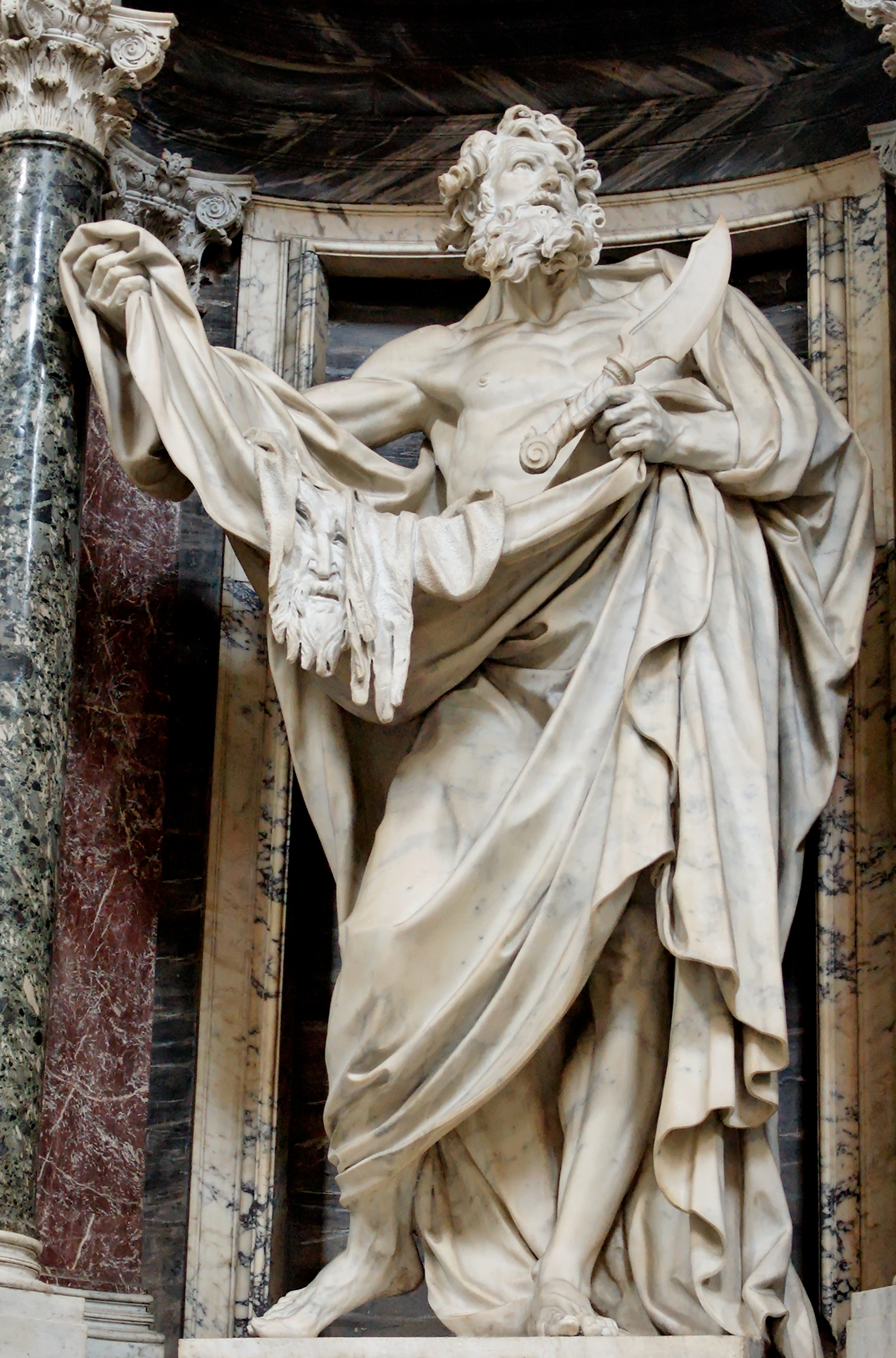
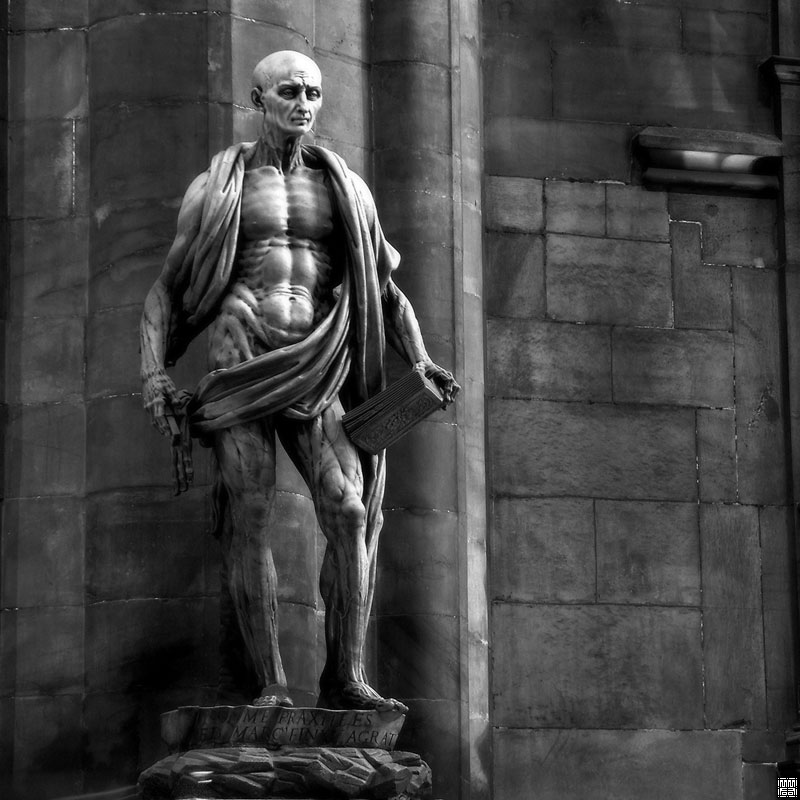
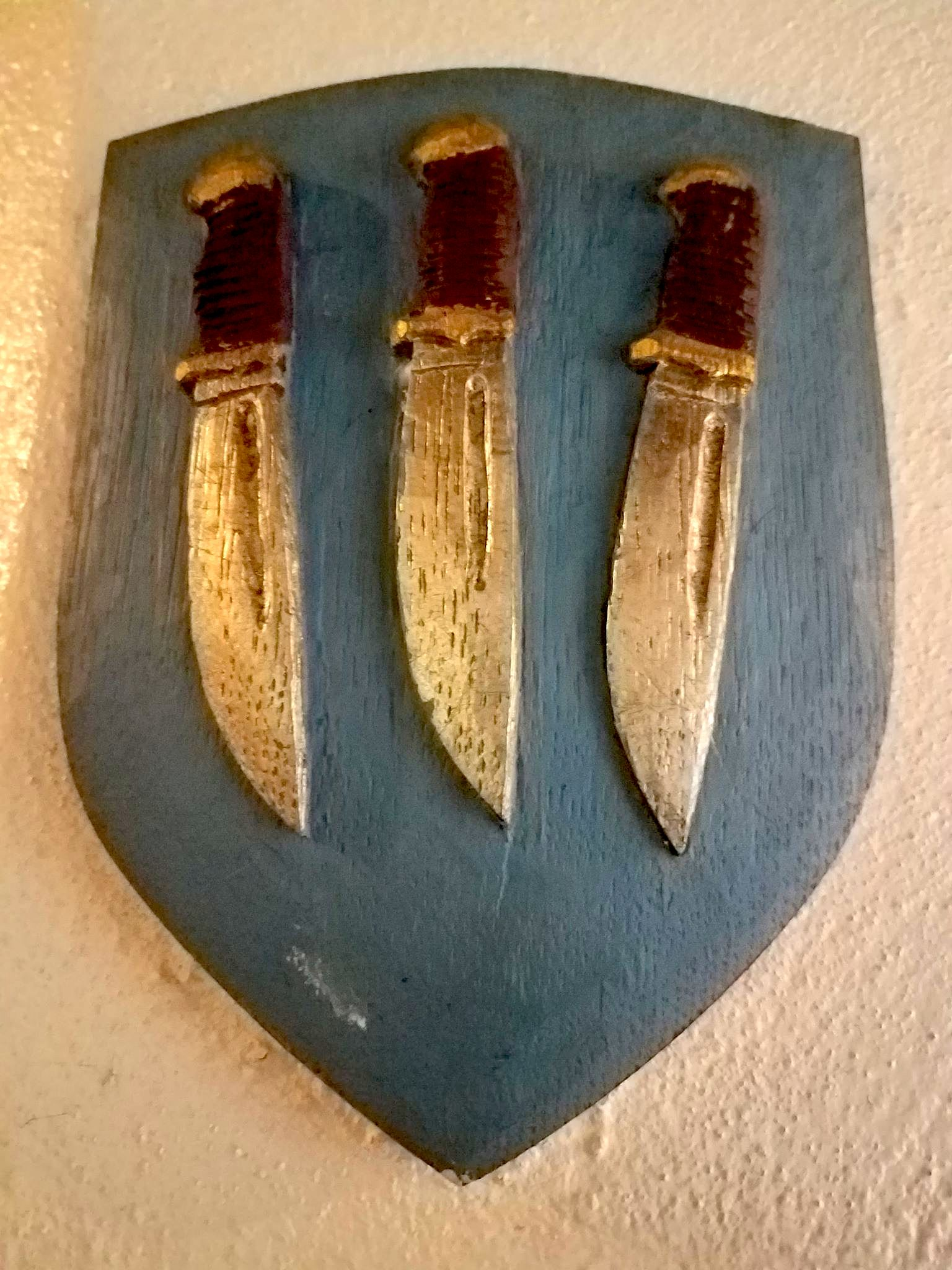

## مواضيع ذات علاقة
- إنجيل برثولماوس
- دير القديس برثولماوس
- كنيسة القديس برثولماوس في كفر كنا